# Zdzisław Grzymajło
Zdzisław Andrzej Grzymajło (ur. 20 października 1950) – polski prawnik i samorządowiec, radca prawny, w latach 1990–1994 prezydent Wałbrzycha.

## Życiorys
Ukończył II Liceum Ogólnokształcące im. Piastów Śląskich we Wrocławiu, a w 1973 prawo na Uniwersytecie Wrocławskim. Uzyskał uprawnienia radcy prawnego, prowadził własną kancelarię. W kadencji 1990–1994 zajmował stanowisko prezydenta Wałbrzycha, na kandydowanie zdecydował się dzień przed głosowaniem. Związał się z Unią Demokratyczną, w 1993 kandydował w okręgu wałbrzyskim do Senatu (zajął 5 miejsce na 12 kandydatów). W późniejszym okresie przeszedł wypadek, w wyniku którego stał się niepełnosprawny.